# Platysoma malignum
Platysoma malignum är en skalbaggsart som beskrevs av Cooman 1941. Platysoma malignum ingår i släktet Platysoma och familjen stumpbaggar. Inga underarter finns listade i Catalogue of Life.